# Département d'Oruro
Le département d'Oruro est un département de l'ouest de la Bolivie, situé dans les Andes. Sa capitale est la ville d'Oruro. Sa population s'élève à 494 587 habitants en 2012. Le département est créé le 5 septembre 1826 par un décret du président Antonio José de Sucre.

## Géographie

### Localisation
D'une superficie de 53 588 km2, il est le troisième plus petit département bolivien, après ceux de Chuquisaca et de Tarija. Le département est situé au centre-ouest de la Bolivie. Il est limité au sud par le département de Potosí, à l'ouest par le Chili, à l'est par les départements de Potosí et de Cochabamba, et au nord par le département de La Paz.

### Relief
Deux zones se partagent le département :

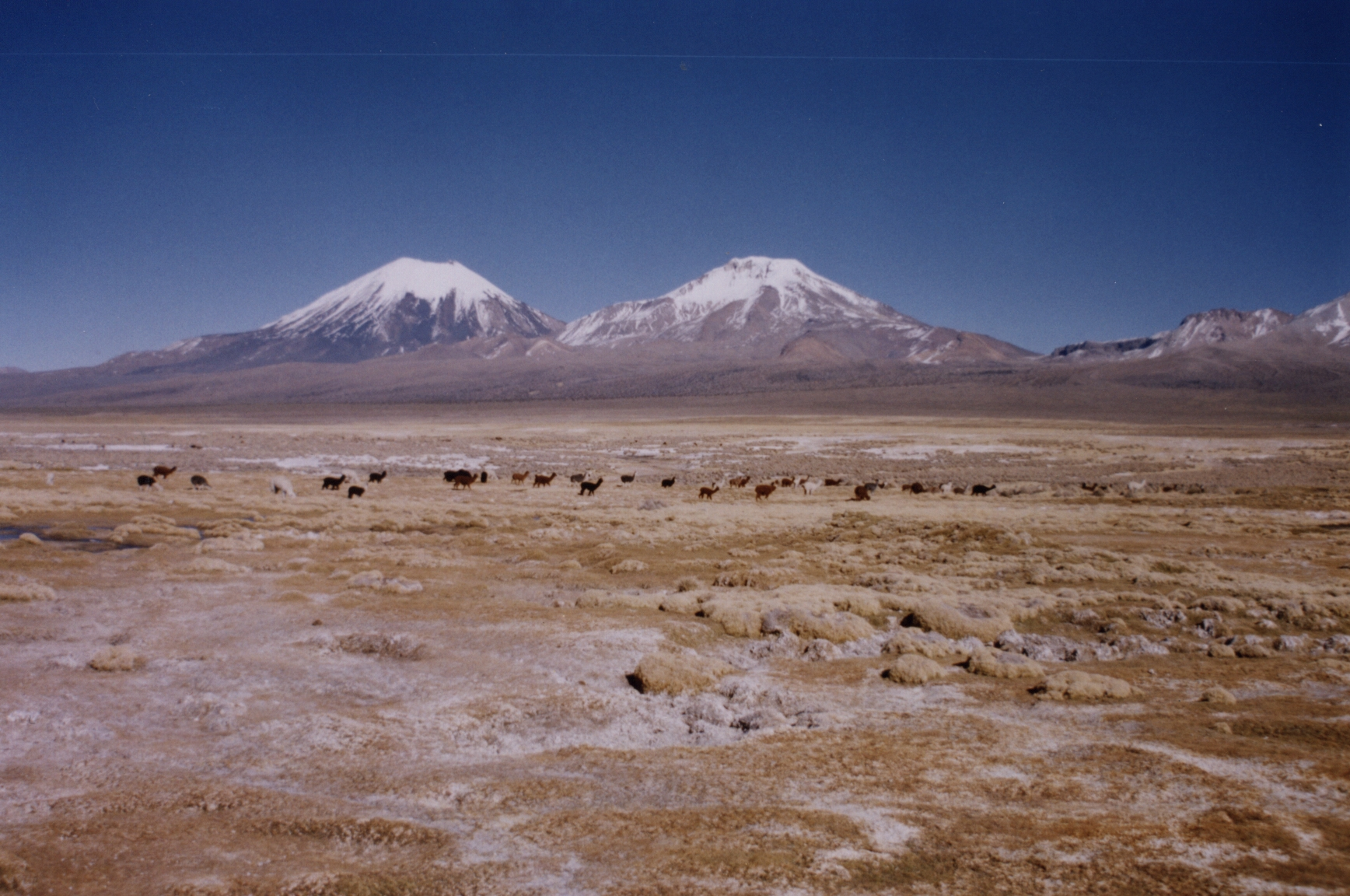
Le Parinacota (à gauche) et le Pomerape (à droite).

- Le Parinacota (à gauche) et le Pomerape (à droite). l'altiplano bolivien, autour de 3 700 m d'altitude, en constitue les parties orientale et centrale. C'est là que se trouvent les lacs Uru Uru et Poopó ;
- la plus grande partie du territoire est montagneuse, faisant partie de la Cordillère occidentale avec des sommets très élevés près de frontière chilienne. Parmi les plus hauts figurent le Sajama, qui atteint 6 542 m d'altitude, soit le plus haut sommet bolivien, le Parinacota (6 333 m), le Pomerape (6 222 m) et le Cerro Cabaraya (5 869 m).

### Climat
Le climat est essentiellement froid, et sur la Cordillère occidentale, le thermomètre peut atteindre des températures polaires. La température annuelle moyenne est de 9 ° C, atteignant 20 ° C en été au milieu de la matinée et une partie de l'après-midi. La différence de températures minimales entre l'hiver et le printemps et l'été dépasse 10 ° C. Selon la classification climatique de Köppen, les climats présents dans le département sont semi-aride froid (BSk) et aride froid (BWk).

### Hydrographie
Le río Desaguadero est situé partiellement dans le département. Long de 436 km, il relie le lac Titicaca au lac Poopó. 

## Histoire
En 1585, le prêtre Francisco de Medrano baptise l'endroit où est situé le village d'Ururu (maintenant la ville d'Oruro) sous le nom de San Miguel de Oruro. Celui-ci est réputé pour ses ressources minières.
Le 1er novembre 1606, Miguel de Castro y Padilla, l'oidor de l'Audience royale de Charcas (es), une entité politico-judiciaire espagnole, fonde officiellement la ville sous le nom de San Francisco de Austria. 
À la suite du remplacement de petits mineurs au bénéfice des plus grands, une  révolte (es) éclate le 10 février 1781 contre la vice-royauté espagnole. Les protestations sont violemment réprimées par le gouvernement.  
Le 6 octobre 1810, l'émancipation de la région à l'égard des autorités coloniales s'est toutefois poursuivie par la déclaration d'Oruro faite par le membre de la Première Junte, Tomás Barrón. Aidé par des combattants venus de Cochabamba, le pouvoir royaliste est évacué d'Oruro, le 20 octobre. Les milices de Cochabamba et d'Oruro repartent ensemble vers le nord à la rencontre des troupes royalistes envoyées pour réprimer l'insurrection d'Oruro. Le 14 novembre 1810, les milices peu armées, remportent contre les troupes royalistes, la bataille d'Aroma (es), considérée comme un jalon important de l'indépendance bolivienne,.  
Quant au département en lui-même, il faut attendre le 5 septembre 1826, où il est créé par décret suprême, sous la présidence du maréchal d'Ayacucho et deuxième président de la Bolivie, Antonio José de Sucre.

## Population

### Langues parlées
Les principales langues parlées dans le département sont l'espagnol, l'aymara et le quechua. Aussi, la quasi-totalité des locuteurs boliviens du Chipaya sont situés dans le département, la langue occupe d'ailleurs la quatrième position des langues les plus parlées. Le tableau suivant présente le nombre d'habitants du département âgés de six ans et plus en fonction de leur langue principalement parlée pour l'année 2012.
| Langue                  | Département | Bolivie   |
| ----------------------- | ----------- | --------- |
| Espagnol                | 272 683     | 5 424 685 |
| Aymara                  | 64 011      | 836 570   |
| Quechua                 | 50 171      | 1 339 919 |
| Chipaya                 | 1 366       | 1 383     |
| Autre langue autochtone | 274         | 72 338    |
| Autre langue            | 2 761       | 146 683   |

### Évolution démographique
Le tableau suivant présente la population du département selon les recensements boliviens. Il est à noter que les résultats antérieurs à 1882 peuvent avoir une fiabilité variable, considérant les méthodes d'estimation de l'époque qui pouvaient s'appliquer à des territoires plus étendus.
| 1831   | 1835    | 1845   | 1854   | 1882    | 1900   | 1950    | 1976    | 1992    |
| ------ | ------- | ------ | ------ | ------- | ------ | ------- | ------- | ------- |
| 84 100 | 111 000 | 95 324 | 91 751 | 111 372 | 86 081 | 192 356 | 310 409 | 340 114 |

| 2001    | 2012    | 2022 | - | - | - | - | - | - |
| ------- | ------- | ---- | - | - | - | - | - | - |
| 392 451 | 494 587 | —    | - | - | - | - | - | - |

## Villes principales

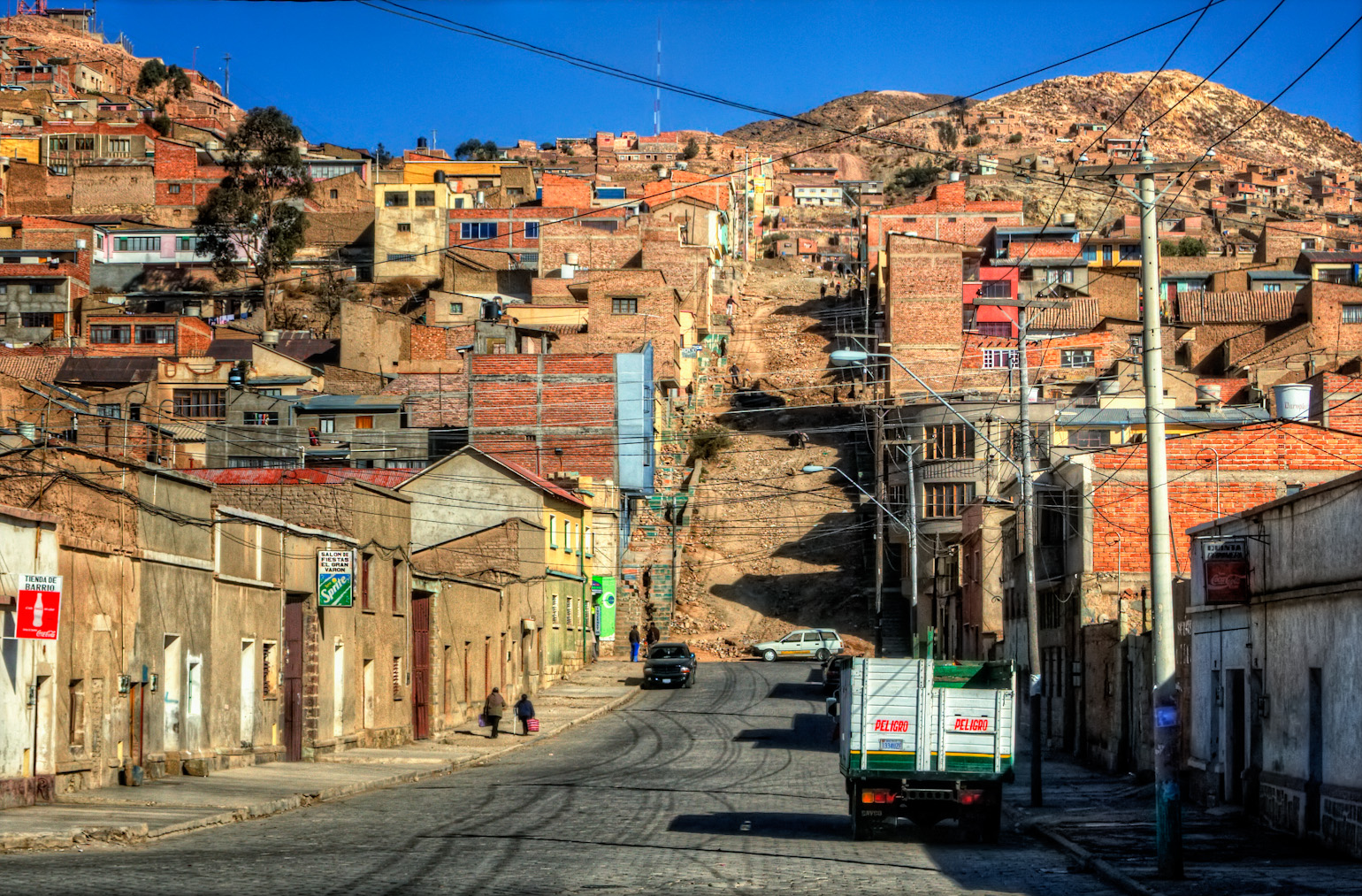
Rue de la capitale départementale, Oruro.

Le tableau suivant présente les villes ayant une population supérieure à 20 000 habitants en 2012, tel que comptabilisé par le recensement bolivien de cette même année.
| Ville      | Population (2001) | Population (2012) |
| ---------- | ----------------- | ----------------- |
| Oruro      | 201 504           | 264 943           |
| Challapata | 24 370            | 28 304            |
| Huanuni    | 19 428            | 24 677            |
| Caracollo  | 20 619            | 23 115            |

## Divisions administratives
Le département d'Oruro est divisé en 16 provinces et en 35 municipalités :
| Province                 | Chef-lieu                | Superficie (km²) | Population (2012) | Carte des provinces                        |
| ------------------------ | ------------------------ | ---------------- | ----------------- | ------------------------------------------ |
| Carangas                 | Corque                   | 5 472            | 11 071            | Carte des provinces du département d'Oruro |
| Cercado                  | Oruro                    | 5 766            | 309 629           | Carte des provinces du département d'Oruro |
| Eduardo Avaroa           | Challapata               | 4 015            | 32 355            | Carte des provinces du département d'Oruro |
| Ladislao Cabrera         | Salinas de Garcí Mendoza | 8 818            | 14 851            | Carte des provinces du département d'Oruro |
| Litoral                  | Huachacalla              | 2 894            | 10 409            | Carte des provinces du département d'Oruro |
| Nor Carangas             | Huayllamarca             | 870              | 5 502             | Carte des provinces du département d'Oruro |
| Pantaléon Dalence        | Huanuni                  | 1 210            | 29 497            | Carte des provinces du département d'Oruro |
| Poopó                    | Poopó                    | 3 061            | 16 806            | Carte des provinces du département d'Oruro |
| Puerto de Mejillones     | La Rivera                | 785              | 2 076             | Carte des provinces du département d'Oruro |
| Sabaya (anc. Atahuallpa) | Sabaya                   | 5 885            | 10 924            | Carte des provinces du département d'Oruro |
| Sajama                   | Curahuara de Carangas    | 5 790            | 9 391             | Carte des provinces du département d'Oruro |
| San Pedro de Totora      | Totora                   | 1 487            | 5 531             | Carte des provinces du département d'Oruro |
| Saucarí                  | Toledo                   | 1 671            | 10 149            | Carte des provinces du département d'Oruro |
| Sebastián Pagador        | Santiago de Huari        | 1 972            | 13 897            | Carte des provinces du département d'Oruro |
| Sur Carangas             | Santiago de Andamarca    | 3 536            | 7 232             | Carte des provinces du département d'Oruro |
| Tomas Barrón             | Eucaliptus               | 356              | 5 267             | Carte des provinces du département d'Oruro |

## Transports

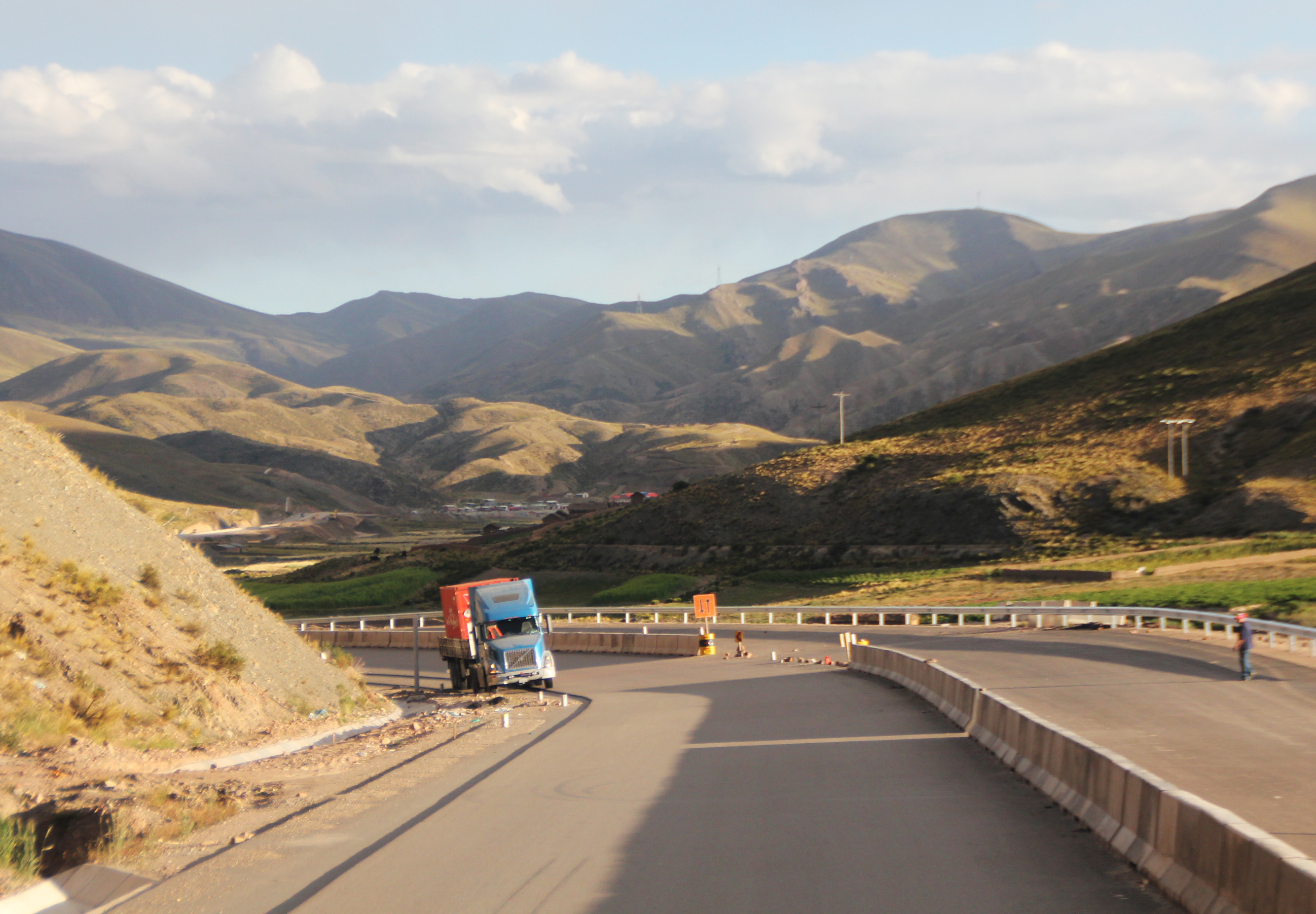
Route nationale 4 près de Lequepalca.

La ville d'Oruro est la première capitale départementale et deuxième ville de Bolivie à être desservie par un chemin de fer. Le 15 mai 1892, la ville est reliée par voie ferrée avec la ville d'Uyuni et conséquemment celle d'Antofagasta, ceci contribuant au progrès, à la modernité et à la croissance économique de la ville et du département pour plusieurs décennies. Il faut attendre plusieurs années afin qu'une deuxième grande ville bolivienne soit reliée par chemin de fer, en effet, c'est en 1905 que La Paz obtient sa voie ferrée. Le chemin de fer constitue toujours aujourd'hui un moyen de transport utilisé par la population. 
Le département d'Oruro est également desservi par plusieurs routes nationales d'importance, telles que les routes 1, 4, 6, 12, 27, 30, 31, 32 et 44. La plupart de celles-ci sont complètement asphaltées. 
Par ailleurs, le principal aéroport du département se situe dans la capitale, il s'agit de l'aéroport international Juan Mendoza, offrant des liaisons régulières avec Cochabamba, La Paz et Santa Cruz de la Sierra. 

## Économie
Le département d'Oruro constitue le noyau historique de l'industrie minière bolivienne, il est notamment à ce titre le premier producteur d'étain de tout le pays. Le département produit également plusieurs produits andins comme le quinoa et la patate et procède à l'élevage de camélidés tels que le lama et l'alpaga. 
En 2018, le produit intérieur brut du département représente environ 2 000 millions de dollars, ce qui représente 5 % du PIB national. Le PIB par habitant est quant à lui de 3 849 $ US. Quant aux activités économiques dominantes du département, le secteur minier représente environ 27,16 % du PIB départemental, celui de l'administration publique en représente 20,34 % et celui du transport, de l'entreposage et des communications en représente 10,95 %. 
Outre ses activités minières, agricoles et d'élevage, le département se distingue par sa production de boissons non alcoolisées, de bière, son industrie alimentaire, de textiles, de produits non métalliques et de bois. Toutefois, malgré son importance, le tourisme a une importance limitée dans l'activité économique globale départementale.  

## Tourisme

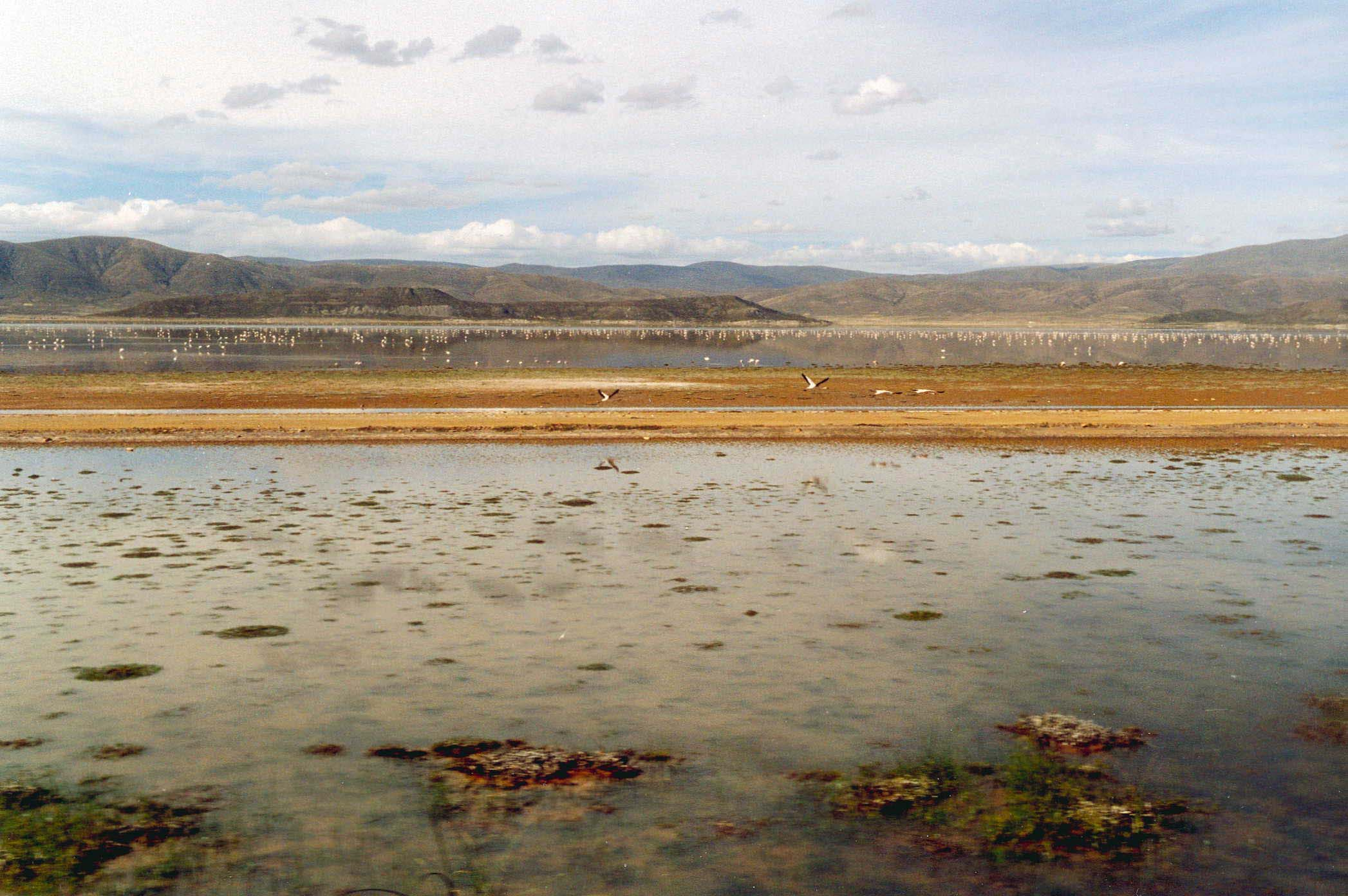
Flamants roses sur le lac Poopó.

Situé à la rencontre de l'altiplano et des hauts sommets andins, le département dispose de plusieurs attraits naturels sur lesquels repose en grande partie son industrie touristique. La région est caractérisée par son relief montagneux, il s'y trouve donc des gisements minéraux, des sources thermales, des volcans actifs, des lacs, des déserts et des salars. La liste qui suit présente des attraits touristiques importants du département d'Oruro. 
- À moins de 25 km de la capitale, Oruro, se trouvent les bains thermaux d'Obrajes et de Capachos, dont plusieurs, y compris les peuples autochtones de l'endroit, prêtent à leurs sources chaudes des vertus thérapeutiques[11].
- Également à environ 20 km au sud-est de la capitale, se trouve le site archéologique de Cala Cala où plusieurs peintures rupestres représentant notamment des flamants roses et des lamas peuvent être observées[12].
- Le lac Uru Uru, situé au sud de la capitale, est une étendue d'eau peu profonde où il est possible d'y observer plusieurs oiseaux, dont des flamants roses et des faucons, et de pratiquer la pêche ou encore la voile[11],[13].
- Le lac Poopó, situé au centre-est du département est le deuxième plus grand lac de Bolivie après le lac Titicaca ainsi que le plus grand du département. Il est également reconnu pour ses populations d'oiseaux, notamment de flamants roses[11]. Depuis 2015 particulièrement, le lac est aux prises avec d'importants problèmes d'assèchement[14].Le Nevado Sajama, plus haut sommet bolivien.

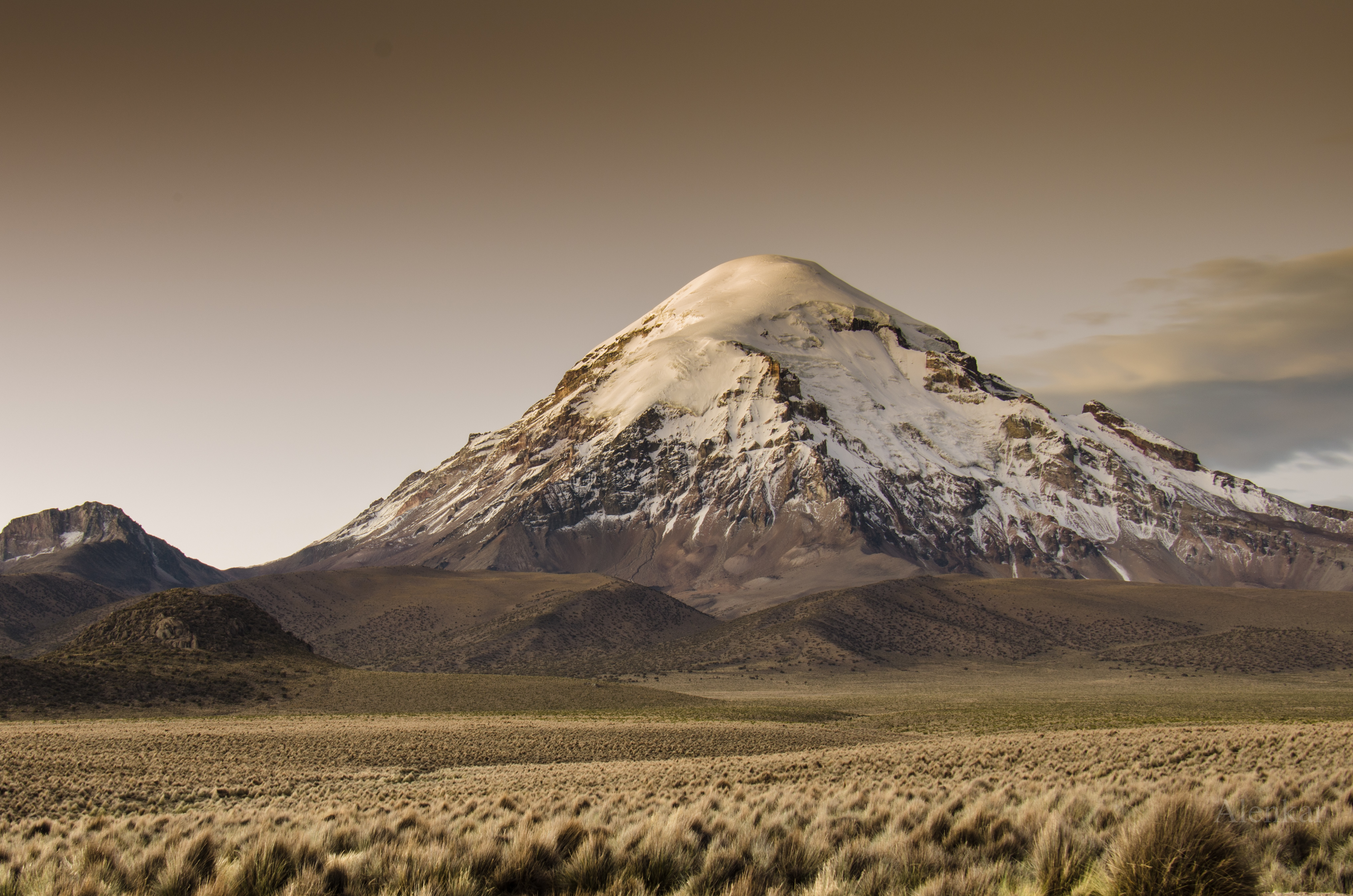
Le Nevado Sajama, plus haut sommet bolivien.

- Le village de Chipaya, à environ 180 km de la ville d'Oruro, est un village habité par le peuple chipaya. Contrairement à plusieurs villes, ce peuple a su conserver beaucoup de leurs caractéristiques culturelles ancestrales, dont leur langue, le puquina. La construction en forme de cône de certaines habitations est également singulière[15].
- Le salar de Coipasa est le second plus grand salar de Bolivie après celui d'Uyuni, il entoure d'ailleurs le lac du même nom et est situé à l'extrême sud-ouest du département[11].
- Le parc national Sajama est le seul parc national du département, il abrite les plus hautes montagnes boliviennes, dont le Nevado Sajama. Il s'y trouve notamment des vigognes, des tatous des Andes, des nandous, des tarucas, des chats des Andes, des renards des Andes et des petits grisons. La végétation y est plutôt rare, toutefois des boisés de queñuas sont situés au bas de certaines montagnes. Des geysers et des eaux thermales se trouvent également dans le parc[16],[17],[18].

### Carnaval d'Oruro

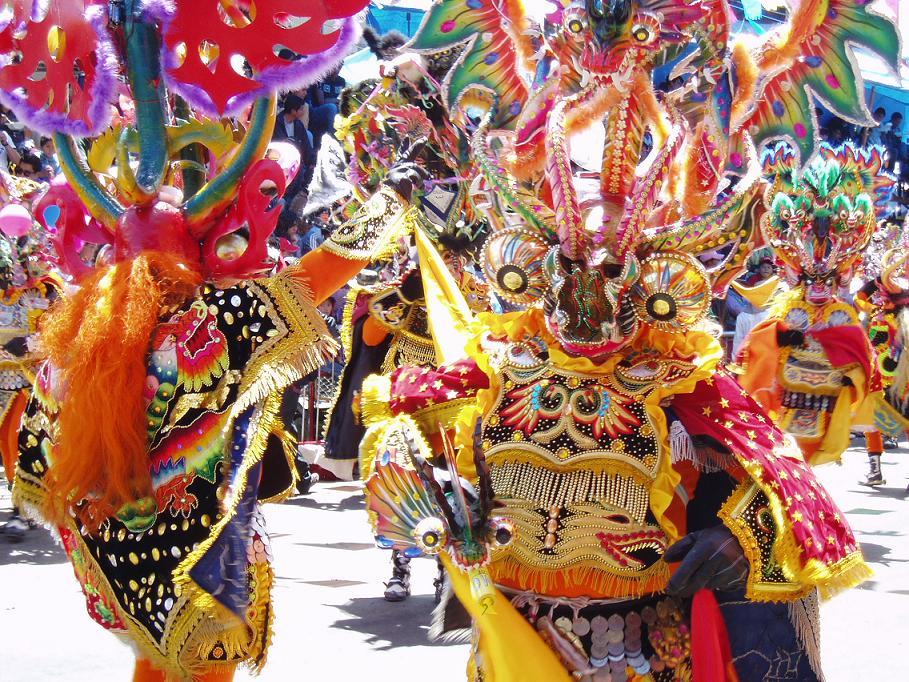
Costumes typiques de la diablada lors du carnaval de 2011.

Le carnaval d'Oruro est un événement culturel qui plonge ses racines dans les traditions des peuples andins et dans la religion catholique, introduite lors de la colonisation espagnole. Initialement un festival visant à invoquer la Pachamama, il s'est transformé, œuvre du syncrétisme religieux, en une célébration de la Vierge Marie, le tout dans un cadre festif. Durant plusieurs jours, des danseurs et des musiciens paradent dans la ville, révélant des danses et des airs issus du folklore bolivien, et ce, dans la diversité des nations qui composent le pays. L'une des danses les plus emblématiques du festival est la diablada. Le carnaval jouit d'une renommée internationale et attire en moyenne 400 000 visiteurs par année. Il est en outre inscrit sur la liste du patrimoine culturel immatériel de l'UNESCO,. 